# Джеймс Нютън Хауърд
Джеймс Ню̀тън Ха̀уърд (на английски: James Newton Howard) е американски композитор на филмова музика.

## Биография
Роден е на 9 юни 1951 година в Лос Анджелис, Калифорния, САЩ.

## Частична филмография
- „Главен офис“ (1985)
- „Забранена зона“ (1988)
- „Някои момичета“ (1988)
- „Хубава жена“ (1990)
- „Линия на смъртта“ (1990)
- „Белязан да умре“ (1990)
- „Трима мъже и една малка дама“ (1990)
- „Крал Ралф“ (1991)
- „Виновен по подозрение“ (1991)
- „Да умреш млад“ (1991)
- „Човекът от луната“ (1991)
- „Моето момиче“ (1991)
- „Гранд Каньон“ (1991)
- „Принцът на приливите“ (1991)
- „Дигстаун“ (1992)
- „Американско сърце“ (1992)
- „Живи“ (1993)
- „Пропадане“ (1993)
- „Дейв“ (1993)
- „Беглецът“ (1993)
- „Уайът Ърп“ (1994)
- „Джуниър“ (1994)
- „Справедлива кауза“ (1995)
- „Зараза“ (1995)
- „Френска целувка“ (1995)
- „Воден свят“ (1995)
- „Реставрация“ (1995)
- „Око за око“ (1996)
- „Първичен страх“ (1996)
- „Ефектът на спусъка“ (1996)
- „Космически забивки“ (1996)
- „Един прекрасен ден“ (1996)
- „Върхът на Данте“ (1997)
- „Ние сме баща ти“ (1997)
- „Сватбата на най-добрия ми приятел“ (1997)
- „Адвокат на Дявола“ (1997)
- „Месия на бъдещето“ (1997)
- „Перфектно убийство“ (1998)
- „Булката беглец“ (1999)
- „Шесто чувство“ (1999)
- „Мъмфорд“ (1999)
- „Кедри в снега“ (1999)
- „Динозавър“ (2000)
- „Неуязвимият“ (2000)
- „Вертикална граница“ (2000)
- „Атлантида: Изгубената империя“ (2001)
- „Любимците на Америка“ (2001)
- „Следите“ (2002)
- „Безусловна любов“ (2002)
- „Императорски клуб“ (2002)
- „Планетата на съкровищата“ (2002)
- „Капан за сънища“ (2003)
- „Питър Пан“ (2003)
- „Идалго: Океан от огън“ (2004)
- „Селото“ (2004)
- „Съучастникът“ (2004)
- „Преводачката“ (2005)
- „Батман в началото“ (2005)
- „Кинг Конг“ (2005)
- „Фрийдъмленд“ (2006)
- „Беда на колела“ (2006)
- „Жената от водата“ (2006)
- „Кървав диамант“ (2006)
- „Пазачът“ (2007)
- „Майкъл Клейтън“ (2007)
- „Аз съм легенда“ (2007)
- „Легенда за езерото“ (2007)
- „Войната на Чарли Уилсън“ (2007)
- „Великите дебатори“ (2007)
- „Явлението“ (2008)
- „Черният рицар“ (2008)
- „Съпротива“ (2008)
- „Тайните на Беки Б.“ (2009)
- „Двуличие“ (2009)
- „Не е лесно...“ (2009)
- „Бавачката Макфий и големият взрив“ (2010)
- „Агент Солт“ (2010)
- „Последният повелител на въздуха“ (2010)
- „Любовта е опиат“ (2010)
- „Туристът“ (2010)
- „Лари Краун“ (2011)
- „Вода за слонове“ (2011)
- „Зеленият стършел“ (2011)
- „Гномео и Жулиета“ (2011)
- „Зеленият фенер“ (2011)
- „Моят най-добър приятел“ (201)
- „Игрите на глада“ (2012)
- „Снежанка и ловецът“ (2012)
- „Наследството на Борн“ (2012)
- „Земята: Ново начало“ (2013)
- „Игрите на глада: Възпламеняване“ (2013)
- „Паркланд“ (2013)
- „Господарка на злото“ (2014)
- „Лешояда“ (2014)
- „Игрите на глада: Сойка-присмехулка – част 1“ (2014)
- „Игрите на глада: Сойка-присмехулка – част 2“ (2015)
- „Ловецът: Ледената война“ (2016)
- „Фантастични животни и къде да ги намерим“ (2016)
- „Фантастични животни: Престъпленията на Гриндълуолд“ (2018)